# Euphaedra angustior
Euphaedra angustior är en fjärilsart som beskrevs av Holland 1920. Euphaedra angustior ingår i släktet Euphaedra och familjen praktfjärilar. Inga underarter finns listade i Catalogue of Life.